# Antero Kivelä
Antero Simo Tapani Kivelä (* 26. Dezember 1955 in Pori) ist ein ehemaliger finnischer Eishockeytorwart und -trainer, der in seiner aktiven Zeit von 1972 bis 1994 unter anderem für Ässät Pori in der SM-liiga gespielt hat. Nach seiner Karriere als Profisportler wurde er Lokalpolitiker. 

## Karriere
Antero Kivelä begann seine Karriere als Eishockeyspieler in seiner Heimatstadt in der Nachwuchsabteilung von Ässät Pori, für dessen Profimannschaft er zunächst von 1972 bis 1975 in der SM-sarja und anschließend von 1975 bis 1989 in deren Nachfolgewettbewerb, der SM-liiga, aktiv war. Der größte Erfolg des Torwarts mit Ässät Pori war der Gewinn des finnischen Meistertitels in der Saison 1977/78. Am Titelgewinn hatte er großen Anteil und wurde als bester Torwart der Liga mit der Urpo-Ylönen-Trophäe ausgezeichnet. Durch den Meistertitel qualifizierte sich Ässät für den Europapokal, indem Kivelä seine Mannschaft in der Saison 1978/79 auf den dritten Platz führte. In der SM-liiga wurde der Nationalspieler innerhalb von fünf Jahren mit seiner Mannschaft drei Mal Vizemeister (1979, 1980 und 1984). In der Saison 1984/85 stand der Olympiateilnehmer von 1980 insgesamt sechs Mal als Leihspieler für Jokipojat in der zweitklassigen I divisioona zwischen den Pfosten. 
Von 1992 bis 1994 war Kivelä als Cheftrainer für den Zweitligisten JHT Kalajoki tätig. In der Saison 1993/94 kehrte er zudem noch einmal für ein Spiel zurück aufs Eis, ehe er im Alter von 38 Jahren endgültig seine Karriere beendete. Seit 2005 sitzt Kivelä für das Linksbündnis im Stadtrat seiner Heimatstadt Pori. Kivelä ist auch der Präsident des Frauenfußballvereins NiceFutis.

### International
Für Finnland nahm Kivelä Im Juniorenbereich ausschließlich an der U19-Junioren-Europameisterschaft 1974 teil. Im Seniorenbereich stand er im Aufgebot seines Landes bei den Weltmeisterschaften 1978 und 1979 sowie bei den Olympischen Winterspielen 1980 in Lake Placid.

## Erfolge und Auszeichnungen
| - 1978 Finnischer Meister mit Ässät Pori - 1978 Urpo-Ylönen-Trophäe - 1979 3. Platz Europapokal mit Ässät Pori | - 1979 Finnischer Vizemeister mit Ässät Pori - 1980 Finnischer Vizemeister mit Ässät Pori - 1984 Finnischer Vizemeister mit Ässät Pori |